# مجسمه بودای برنزی گوگوریو
مجسمه بودای برنز طلاکاری گوگوریو، قدیمی‌ترین مجسمه بودایی با تاریخ حکاکی شده است که تاکنون در کره یافت شده است. کتیبه پشت هاله بیان می‌کند که در سال ۵۳۹ در پادشاهی گوگوریو تولید شده است. این مجسمه که سبک کلی مجسمه‌سازی بودایی از سلسله وی شمالی چین را با عناصر بومی تطبیق می‌دهد، به عنوان یکی از اولین تلاش‌ها برای تثبیت و اثبات زیبایی‌شناسی کره‌ای در نظر گرفته می‌شود. این اثر در حال حاضر در گالری مجسمه‌های بودایی موزه ملی کره به نمایش گذاشته شده است.

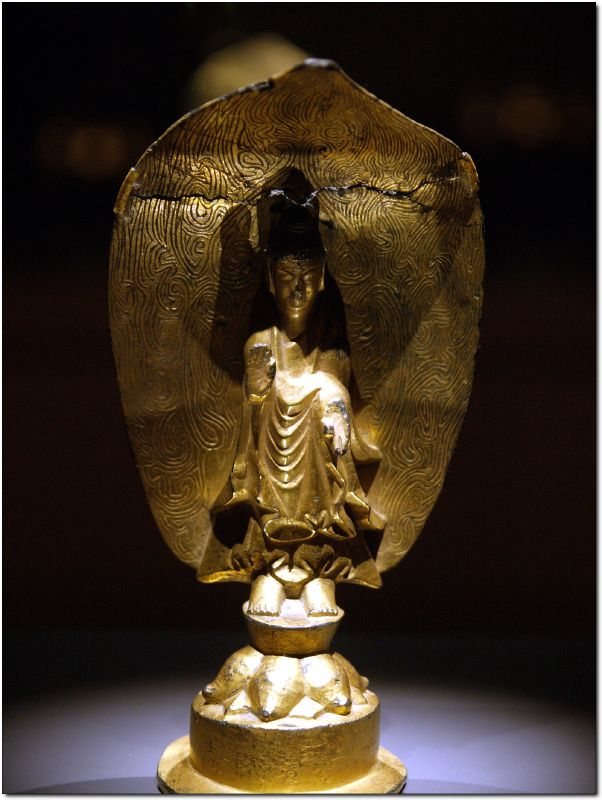
نمایی از مجسمه بودای برنز طلاکاری شده گوگوریو

## ساختار مجسمه
این مجسمه بودا از جنس برنز طلاکاری شده، مجسمه‌ای ایستاده از بودای ساکیامونی بر روی پایه‌ای دایره‌ای با طرح نیلوفر آبی است. طرح ابر و اژدها بر روی هاله نورانی آن حکاکی شده و کتیبه‌ای نادر با ۴۷ حرف بر پشت آن حک شده است.

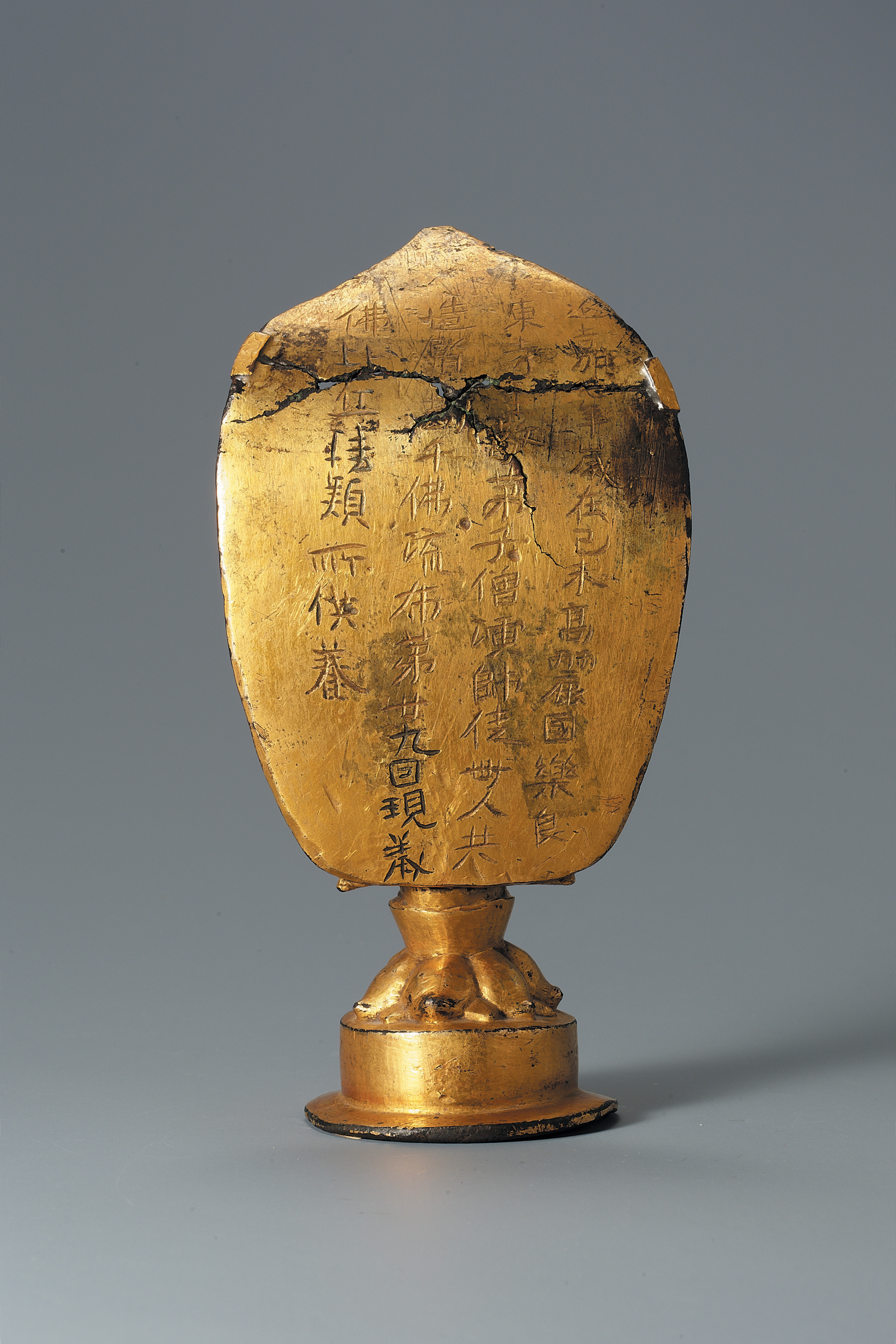
نمای پشتی از مجسمه بودای برنز طلاکاری شده گوگوریو

این مجسمه بودای برنزی-طلاکاری شده (ارتفاع کلی ۱۶٫۲ سانتی‌متر، ارتفاع مجسمه بودا ۹٫۱ سانتی‌متر، ارتفاع هاله نور ۱۲٫۱ سانتی‌متر و ارتفاع پایه ۴٫۱ سانتی‌متر) با مجسمه‌های بودای رایج متفاوت است، زیرا تاریخ هفتمین سال دوران یانجی (۵۳۹ میلادی) به وضوح روی آن حک شده است. این مجسمه تقریباً بدون هیچ آسیبی در موزه ملی کره نگهداری می‌شود.
سر پایین و سر برآمده است. چشم‌ها متورم و جزئیات حذف شده‌اند. صورت کشیده، دهان و بینی کوچک و لبخندی قدیمی دارد. گوش‌ها مستطیلی و گرد هستند که آن هم قدیمی است.

## ربودن مجسمه
مجسمه برنزی طلاکاری شده بودا نشسته با کتیبه هفتمین سال یئونگا در ۲۴ اکتبر ۱۹۶۷ به سرقت رفت و ۱۲ ساعت بعد پیدا شد.